# Patrícia Comini
Patrícia Comini da Silva (Americana, 8 de março de 1975) é uma ex-nadadora brasileira.

## Carreira
Em 20 de dezembro de 1998, ela quebrou o recorde Sul-Americano em piscina curta dos 100m peito, com o tempo de 1m10s59.
Nos Jogos Pan-Americanos de 1999 em Winnipeg, ela ganhou uma medalha de bronze no revezamento 4 × 100 metros medley do Brasil, junto com Fabíola Molina, Tatiana Lemos e Tanya Schun. Ela também terminou em 6º lugar nos 100m peito e 7º lugar nos 200m peito.
Em 21 de novembro de 1999, ela quebrou o recorde Sul-Americano em piscina curta dos 50m peito, com o tempo de 32s36.
Em 17 de dezembro de 1999, ela quebrou o recorde Sul-Americano dos 50m peito em piscina longa, com o tempo de 32s96.
Em 11 de junho de 2000, ela quebrou o recorde Sul-Americano dos 100m peito em piscina longa, com o tempo de 1m12s47.
No Campeonato Mundial de Esportes Aquáticos de 2003, ela ficou em 14º lugar nos 4x100 metros medley, 38º nos 50m peito  e 42º nos 100m peito.
Participando dos Jogos Pan-Americanos de 2003 em Santo Domingo, ela terminou em 4º lugar nos 4x100 metros medley, 8º lugar nos 100m peito, e 10º lugar nos 200m peito.
Ela se aposentou da natação profissional em 2005. 